# Say the Word
Singles de Namie Amuro
Think of Me / No More Tears
(2001) I Will
(2002)
Singles par Namie Amuro & Verbal
Lovin' It
(2001)
Say the Word est le 18e single régulier de Namie Amuro sorti sur le label Avex Trax, ou le 20e sous son seul nom en comptant ceux sortis sur le label Toshiba-EMI.
Il sort le 8 août 2001 au Japon, et atteint la 3e place du classement de l'Oricon. Il se vend à 64 070 exemplaires la première semaine, et reste classé pendant 11 semaines, pour un total de 183 840 ventes. C'est alors son single le moins vendu à part le précédent, Think of Me / No More Tears. C'est son premier single sans son ancien producteur, Tetsuya Komuro.
La chanson-titre est une reprise de la chanteuse danoise Jeanett Debb, réécrite en japonais par Namie Amuro elle-même, son premier travail d'auteur. Elle a été utilisée comme thème pour une campagne publicitaire pour la marque Kose Visee Luminous. Elle ne figurera que sur l'album compilation Love Enhanced - Single Collection.

## Liste des titres
| 1. | Say the word                    | 3:58 |
| 2. | Let's not fight                 | 4:14 |
| 3. | Say the word (Breeze House Mix) | 5:46 |
| 4. | Say the word (Instrumental)     | 6:41 |
| 5. | Let's not fight (Instrumental)  | 4:14 |